# テオドール・レッシング

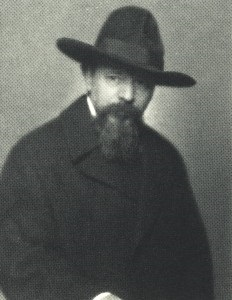
テオドール・レッシング

テオドール・レッシング（独: Theodor Lessing、1872年2月8日 - 1933年8月31日）は、ドイツ系ユダヤ人の哲学者、政治ジャーナリスト。
ハノーファーで生まれ、マリーエンバートで没した。『ユダヤ人の自己嫌悪』などの著作で知られる。

## 生涯
レッシングの父親は医師で、母親は銀行経営者の娘であり、両親は同化ユダヤ人であった。レッシングは平凡な生徒であり、1892年にラートギムナジウム・ハノーファー卒業。彼は学校時代、ルートヴィヒ・クラーゲスと友達付き合いをしていたが、その関係は1899年に終わった（その原因が、どの程度までクラーゲスの反ユダヤ主義にあったのかははっきりしない）。しかし、クラーゲスの生の哲学は、生涯にわたりレッシングに影響を与えた。
卒業後レッシングは、フライブルク大学、ボン大学、ミュンヘン大学で医学を学び始めた。しかし、文学、哲学、心理学へと専攻を変え、ミュンヘン大学、ロシア人の論理学者アフリカン・スピルについての博士号を取得した。
ドレスデン工科大学で大学教授資格を取得する予定だったが、そこではユダヤ人や社会主義者、フェミニズムを公然と擁護する者に対して妨害があり、彼の計画はそのために挫折した。続く数年、彼は確固たる地位のないないまま、臨時で教師をしたり講演をしたりしてどうにか生計を立てた（中でも彼はよくドレスデン中央駅の待合室で、近代哲学入門の講義を行った）。1907年、ハノーファー工科大学で哲学の私講師になった。哲学者としてのレッシングは、アルトゥル・ショーペンハウアー、オスヴァルト・シュペングラー、ルートヴィヒ・クラーゲスと同様、哲学的ペシミズム、および意志の形而上学の伝統に立っていたが、レッシングは個人的傾向に反して、行為の哲学でもって答えようとした。

### ジャーナリストとして
1910年、レッシングは、批評家サムエル・ルプリンスキーの外見の否定から始まって全否定しようとする辛辣な風刺文を書き、文学スキャンダルを引き起こした。その風刺文に対してはトーマス・マンも辛辣な応答文を書いた。。
第一次世界大戦が始まるとレッシングは、野戦病院勤務医の軍医として、また教師として働いた。そのかたわら、彼は『無意味なものへの意味付与としての歴史』を書いた。しかし戦争中は、この本を出版することは軍事的検閲のために妨害された。というのも、レッシングは、戦争に対して明白に反対の立場をとっていたからである。
第一次大戦後、レッシングはハノーファーでの私講師の地位に復帰し、また彼の二番目の妻アダ・レッシングとともに、ハノーファーのリンデン地区に1919年から当地の市民大学を開設した。1923年から彼は膨大な量の出版活動を展開した。彼は特に、共和国的-民主主義的な日刊新聞『プラハ新聞』と『ドルトムント・ゲネラールアンツァイガー』において随筆、寸評、連載小説を発表し、一時はヴァイマル共和国で最も有名な政治的著作家になった。
1925年、彼自身が目撃者として追いかけていた連続殺人犯、フリッツ・ハールマンに対する訴訟を報道することで世間の注目を集めた。レッシングはこの件で、ハノーファー警察のいかがわしい役割（殺人犯のハールマンは警察のスパイだった）を公にした。その結果、彼は訴訟から閉め出されてしまった。

### ヒンデンブルク批判
同1925年、彼は大統領の候補者たち、そして後には大統領選挙に勝ったパウル・フォン・ヒンデンブルクの人物素描を書いたが、彼はそこでヒンデンブルクを選ぶことについて気をつけるよう警告した。ヒンデンブルク自身については、おとなしくて知的に中身の乏しい人間として描かれているが、以下のようにレッシングは、そのヒンデンブルクの人間性の背後で危険な政治的力が働いているのを見ていた。
「プラトン以来、哲学者は民衆を導く者であるよう求められている。今やまさに哲学者は、ヒンデンブルクとともには王者の地位に登らないだろう。それはただ単に民衆を代表するシンボルであり、疑問符であり、ゼロである。皇帝ネロよりはまだゼロのほうがましだ、とは言えるかもしれない。だが、残念ながら歴史が教えてくれるのは、ゼロの背後にはいつも未来のネロが隠れている、ということだ。」
この記事のためにレッシングは、ドイツ・ナショナリズムおよび民族主義に傾く層から、憎しみに満ちた敵意を向けられた。生徒たちは「対レッシング戦闘委員会」を立ち上げ、彼の講義をボイコットするよう呼びかけたり、教授資格の剥奪と大学からの追放を要求したりして、彼の講義は暴力的に破壊された。それらの抗議に際して、反ユダヤ主義的背景があるのは明白だった。一般の民衆やとりわけ大学の環境からはわずかな支持しか得られず、特に、1926年6月7日におよそ1000人の学生たちがブラウンシュヴァイク工科大学へ向かって押し寄せたときには、同僚の教授たちはレッシング対立者側と連帯してその要求を支持した。1925／1926年冬学期に半年間休暇を取ったが、状況にまったく落ち着きが見られないので、レッシングとプロイセンの文部大臣カール・ハインリヒ・ベッカーは、1926年6月18日付で、レッシングの教授活動の停止と減俸のもとでの無期限休暇を取り決めた。

### 暗殺
1933年1月30日に政権がナチズムへ移った後、レッシングはドイツからの逃亡準備をした。3月1日、彼は妻のアダとともに、チェコスロバキアへ逃げ、温泉療養地マリーエンバートに腰を落ち着けた。彼はここから、ドイツ語で書かれている外国の新聞での著作活動を続けていたが、1933年6月、チェコスロバキアのズデーテン地方の新聞で次のような報道が広まった。レッシングをつかまえてドイツの官庁に引き渡した者には懸賞金が約束された、と。
1933年8月30日、ナチズムの暗殺者たち、ルドルフ・マックス・エッケルト、ルドルフ・ツィシュカ、カール・ヘーンル が、彼の仕事部屋の窓からレッシングを撃ち、彼は致命傷を負った。次の日彼は、マリーエンバートの病院で61歳の生涯を閉じた。暗殺者たちはドイツへ逃走した。

## 著作
完全な文献目録はウィキソースで
- African Spirs Erkenntnislehre, Gießen, Münchow, 1900. (Lessings Dissertation in Erlangen)
- Europa und Asien, 1918 (fünfte, völlig neu gearbeitete Auflage, Leipzig 1930, mit dem Untertitel: Untergang der Erde am Geist)
- Jäö oder wie ein Franzose auszog um in Hannover das "raanste" Deutsch zu lernen (Theodore le Singe), Hannover: Friedrich Gersbach Verlag 1919. Neudruck: Hannover: Schmorl & von Seefeld 2002, ISBN 3-936836-05-1
- Geschichte als Sinngebung des Sinnlosen, 1919, bzw. Leipzig: Reinicke Verlag 1927. Neudruck: Matthes & Seitz, München 1983, ISBN 3-88221-219-5
- Die verfluchte Kultur, München: C. H. Beck, 1921. Neudruck: Matthes & Seitz, 1981, ISBN 3-88221-325-6
- Haarmann. Die Geschichte eines Werwolfs, 1925
- Nietzsche, Berlin 1925 bzw. Neudruck: Matthes & Seitz 1985. Mit einem Nachwort von Rita Bischof, ISBN 3-88221-358-2
- Meine Tiere, 1926
- Blumen, 1928
- Der jüdische Selbsthaß, 1930, Nachdruck: Matthes & Seitz, München 2004, ISBN 3-88221-347-7[6]
- Deutschland und seine Juden, Prag-Karlin, Neumann & Co. 1933
- Einmal und nie wieder. Erinnerungen, aus dem Nachlass herausgegeben, 1935[7]

## 選集
出版年順に
- Rainer Marwedel (Hrsg.): Theodor Lessing – ”Ich warf eine Flaschenpost ins Eismeer der Geschichte”. Essays und Feuilletons (1923-1933), Darmstadt 1986, Luchterhand, ISBN 3-472-61639-3. (enthält politische und sozialphysiognomische Essays, satirische und autobiographische Feuilletons.)
- Hans Stern (Hrsg.): Theodor Lessing – Wortmeldungen eines Unerschrockenen. Publizistik aus drei Jahrzehnten, Leipzig und Weimar 1987, Gustav Kiepenheuer Verlag, ISBN 3-378-00074-0 (Auswahl auch umfangreicherer Texte, gut kommentiert und sorgfältig ediert.)
- Rainer Marwedel (Hrsg.): Theodor Lessing – Haarmann. Die Geschichte eines Werwolfs und andere Gerichtsreportagen, Frankfurt 1989 und München 1995, Luchterhand im dtv, ISBN 3-423-12230-7 (Thematisch geschlossene Sammlung, gründlich dokumentiert)
- Jörg Wollenberg (Hrsg.): Theodor Lessing – Ausgewählte Schriften. Donat Verlag Bremen. (Die Texte dieser Auswahlbände sind teils stark gekürzt und nur unzureichend dokumentiert.)
  - Band 1: Theodor Lessing: 'Bildung ist Schönheit' – Autobiographische Zeugnisse und Schriften zur Bildungsreform. Bremen 1995
  - Band 2: Theodor Lessing: 'Wir machen nicht mit!' – Schriften gegen den Nationalismus und zur Judenfrage. Bremen 1997
  - Band 3: Theodor Lessing: 'Theaterseele' und 'Tomi melkt die Moralkuh' – Schriften zu Theater und Literatur. Bremen 2003
- Nachtkritiken. Kleine Schriften 1906-1907. Herausgegeben und kommentiert von Rainer Marwedel. Wallstein Verlag, Göttingen 2006, ISBN 978-3-89244-614-9